# Куріацій Матерн
Куріацій Матерн (лат. Curiatius Maternus; ? — близько 91) — поет, красномовець, адвокат часів Римської імперії.

## Життєпис
Походив з Галлії. Замолоду перебрався до Рима. Став відомим як адвокат. Був також знаним красномовцем. У Dialogus de oratoribus (Діалогах про ораторів) Тацита він виступає як головна особа і панегірист поезії. Він написав трагедії на міфологічну тематику «Фієст» і «Медея», а також претексти на сюжети з римської історії — «Катон» й «Доміцій», в яких критикувалася внутрішня політика імператора стосовно до Сенату. За це за наказом Доміціана близько 91 року Матерна було страчено, а його праці знищені. Дотепер не збереглося жодного уривка.
Існує версія, що Куріацій Матерн згаданий у Тацита, це вигадана особа.